# Avro Canada CF-100
O Avro Canadá CF 100 Canuck foi um avião de interceptação e caça do Canadá, produzido no início dos anos 1950, tendo sido o primeiro jato militar de tecnologia canadense a entrar em produção. Durante a década de 1950, foi o principal avião da armada canadense até a introdução do McDonnell CF-101 Voodoo (versão canadense do F-101 americano).

## Desenvolvimento

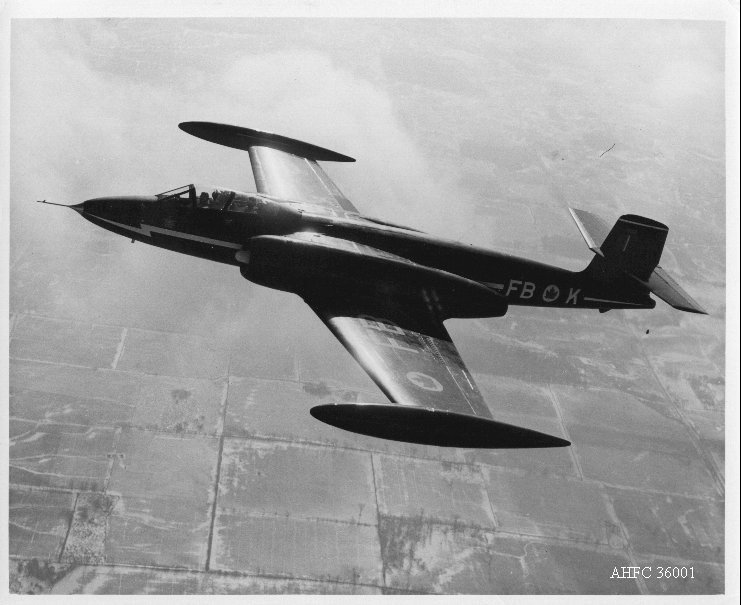
O protótipo 18102 em um voo de testes.

No final da Segunda Guerra Mundial se iniciava a era do jato militar. Após a derrocada da Alemanha nazista, Estados Unidos e União Soviética lideravam as pesquisas nesse ramo enquanto que Grã-Bretanha e França seguiam em estágio embrionário. O acirramento da chamada guerra fria colocou muitos países em uma corrida armamentista. O Canadá, país de tamanho continental, foi um desses países e elaborou estudos para ampliar o patrulhamento aéreo de seu vasto território. Por conta de suas condições climáticas adversas, a aeronave deveria ser projetada para operar em qualquer condição climática, assim como em pistas dos mais diversos pavimentos (terra, asfalto, concreto,cascalho,etc).
Em outubro de 1946, a Real Força Aérea do Canadá elaborou um projeto para aquisição de uma aeronave de interceptação a jato capaz de operar sobre quaisquer condições climáticas. A Avro Canadá começou a desenvolver um protótipo para atender esse projeto no final daquele ano. Iniciado pelo engenheiro chefe Edgar Atkin, o projeto XC-100 foi transferido em junho de 1947 para as mãos de John Frost e  Jim Chamberlin, que refizeram todo o projeto, que se arrastou pelo final da década de 1940. O primeiro protótipo, nº 18101, realizou seu primeiro voo em 19 de janeiro de 1950. O desenvolvimento dos testes foi confiado a Bill Waterton, piloto de testes da companhia Gloster (cedido temporariamente para a Avro Canadá).
Para acelerar o desenvolvimento do projeto, as autoridades canadenses firmaram um convênio de cooperação técnica com os Estados Unidos, de forma que enquanto os americanois auxiliavam no desenvolvimento decomponentes para o XC-100, o governo canadense iria adquirir algumas unidades do jato F-86 Sabre americano. Havia um interesse americano no projeto do XC -100, porém a Força Aérea dos Estados Unidos resolveu adquirir o F-89 Scorpion da companhia Northrop, projeto desenvolvido na mesma época para atender missões similares a do Canuck. A cooperação militar entre os Estados Unidos e o Canadá resultou no desnevolvimento da turbina Orenda, com 6.500 lbf (29.000 N) de empuxo, utilizada para equipar o Canuck e a versão canadense do Sabre (Canadair Sabre).
Durante um teste realizado em agosto de 1950, o XC-100 alcançou a velocidade de 1100 km/h. O sucesso do projeto fez com que o governo canadense encomendasse 124 aeronaves e o XC-100 foi renomeado CF-100 Canuck. As primeiras unidades, Mk3, entraram em serviço na Real Força Aérea do Canadá em 1953.

## Em operação

### Canadá

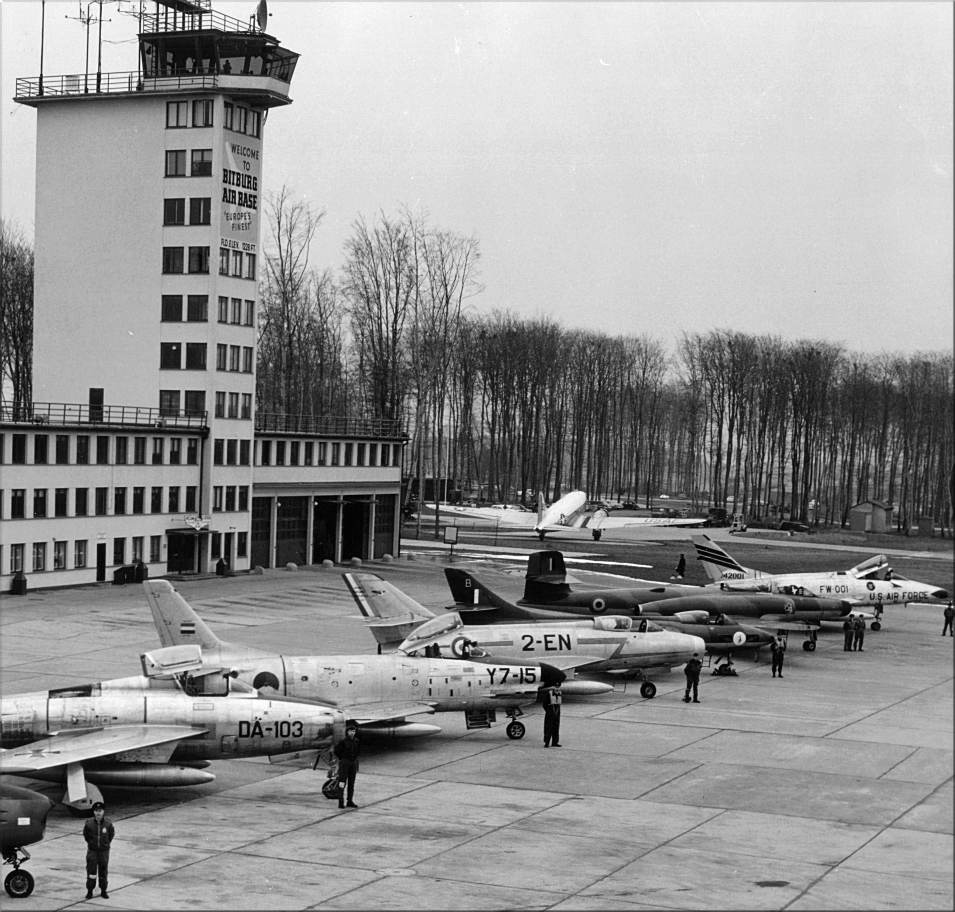
Linha de combate da OTAN em 1959. Da esquerda paraa direita, um F-84 Thunderjet da Deutsche Luftwaffe, um F-86K Sabre da Real Força Aérea da Holanda, um Dassault Mystere IVA da Exército do Ar Francês, um Hawker Hunter da Força Aérea Real, um Avro Canadá CF-100 da Força Aérea da Bélgica e um F-100C Super Sabre da USAF.

Os primeiros jatos Canuck entraram em operação entre 1953/54, sendo incorporados a treze esquadrões da Real Força Aérea do Canadá, desempenhado missões de interceptação e caça nas piores condições de clima. Posteriormente, a RCAF utilizou a aeronave para desempenhar missões de reconhecimento fotográfico, guerra eletrônica e treinamento. Inicialmente projetado para sobreviver a 2 mil horas de operações, o Canuck acabou voando muito mais, já que a força aérea descobriu que sua estrutura robusta podia suportar até 20 mil horas de operação.
No final dos anos 1950, o governo canadense preparava a substituição do Canuck pelo novo caça Arrow. Com o abandono do projeto do Arrow, o CF-100 ganhou sobrevida e , mesmo tendo sido substituído da linha de batalha canadense no início dos anos 1960 pelo CF-101 Voodoo, operou até outubro de 1981(quando foi retirado de serviço).

### No teatro europeu
Com o desenvolvimento de uma nova geração de bombardeiros soviéticos, capazes de voar em condições climáticas severas, o Canuck foi (durante boa parte da década de 1950) a única aeronave capaz de interceptá-los.  Assim, algumas unidades canadenses foram transferidas para bases da OTAN na Alemanha e Bélgica. O bom desempenho dessas aeronaves incentivou o governo belga a adquirir 53 CF 100 Mk 5, ooperados entre 1957 e 1964, quando foram substituídos pelo Lockheed F-104 Starfighter.

### Ex utilizadores
- Real Força Aérea do Canadá (1953-1981);
- Esquadrão 409
- Esquadrão 410
- Esquadrão 414
- Esquadrão 416
- Esquadrão 419
- Esquadrão 423
- Esquadrão 425
- Esquadrão 428
- Esquadrão 432
- Esquadrão 433
- Esquadrão 440
- Esquadrão 445
- Esquadrão 448

 – Força Aérea da Bélgica(1957-1964);
- Esquadrão 11
- Esquadrão 349
- Esquadrão 350

## Versões

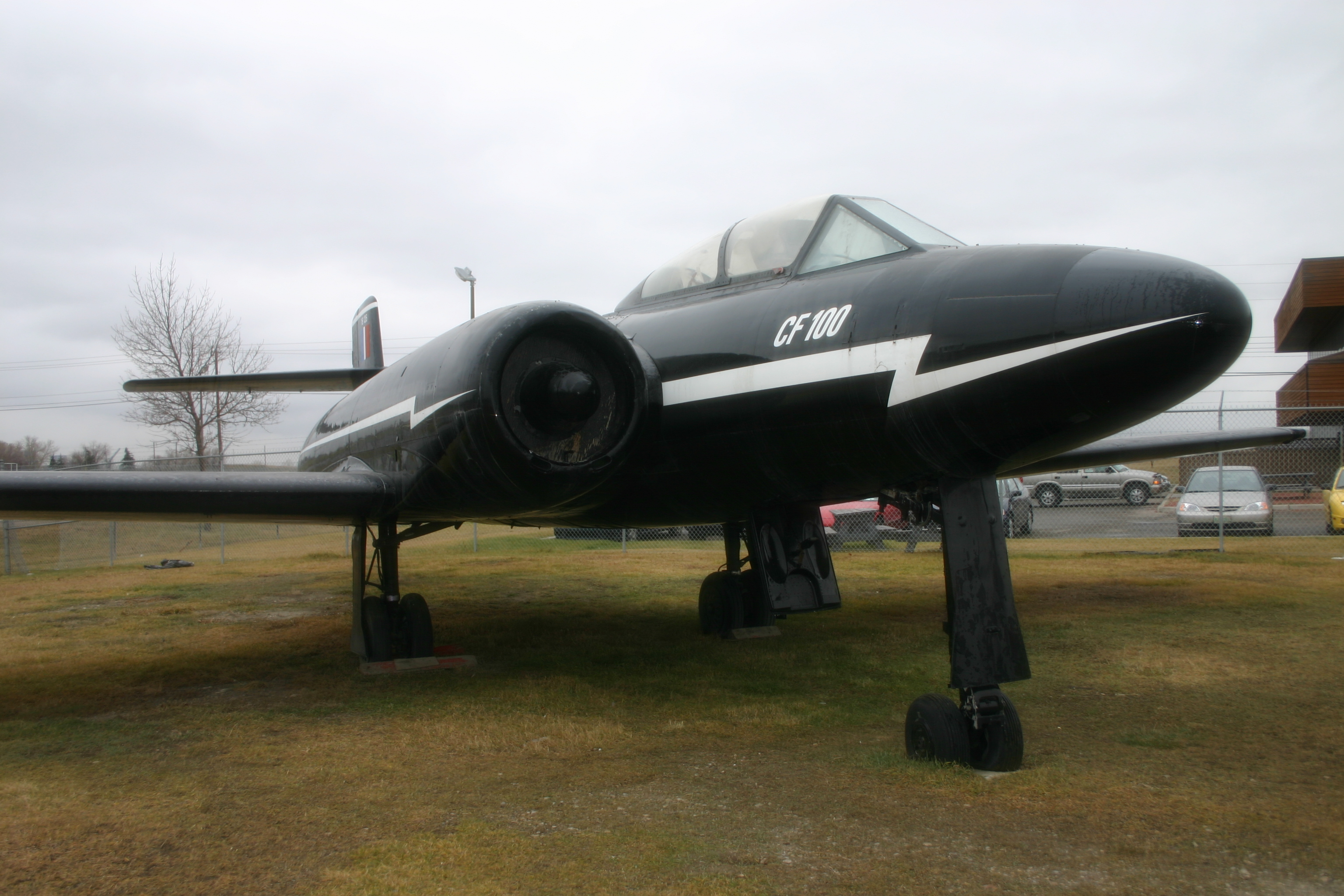
Um CF-100 Mk3 pintado nas cores do protótipo XC-100, em exibição no Calgary AeroSpace Museum.

- CF-100 Mk 1 : Dois primeiros protótipos.
- CF-100 Mk 1P : Versão de reconhecimento fotográfico. Não construída.
- CF-100 Mk 2 : Dez primeiros aviões construídos.
- CF-100 Mk 2T : Versão biplace de treinamento do CF-100 Mk 2. Dois construídos.
- CF-100 Mk 3 : Versão biplace para interceptação e caça todo tempo. Primeira versão operacional produzida para a RCAF. Foram construídas 70 aeronaves.
- CF-100 Mk 3A : CF-100 Mk 3 sub-tipo, equipado com dois motores Orenda 2 turbojet. 21 construídos.
- CF-100 Mk 3B : CF-100 Mk 3 sub-tipo, equipado com dois motores Orenda 8 turbojet engines. 45 construídos.
- CF-100 Mk 3CT : UM CF-100 Mk 3 convertido para treinador biplace. Redesignado posteriormente CF-100 Mk 3D.
- CF-100 Mk 4 : Versão biplace para interceptação e caça todo tempo. Uma aeronave em pré produção.
- CF-100 Mk 4A : CF-100 Mk 4 sub-tipo, equipado com dois motores Orenda 9 turbojet engines. 137 construídos.
- CF-100 Mk 4B : CF-100 Mk 4 sub-tipo, equipado com dois motores Orenda 11 turbojet engines. 141 construídos.
- CF-100 Mk 4X : Versão proposta do CF-100 Mk 4. Nunca construído
- CF-100 Mk 5 Versão biplace para interceptação e caça todo tempo, equipado com dois motores Orenda ou Orenda 14 turbojet. 332 construídos.
- CF-100 Mk 5D : Pequeno número de CF-100 Mk 5s convertido para guerra eletrônica.
- CF-100 Mk 5M : Pequeno número de CF-100 Mk 5s equipados com mísseis AIM-7 Sparrow II.[10]
- CF-100 Mk 6 : Versão proposta para receber o sistema de mísseis AIM-7 Sparrow II . Nunca construída.